# Jan Kubelík

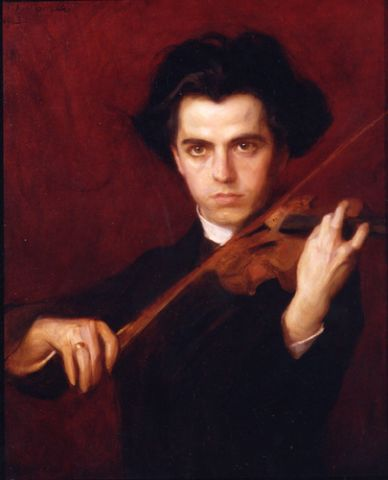
Philip Alexius de László: Jan Kubelík. Öl auf Leinwand, 1903

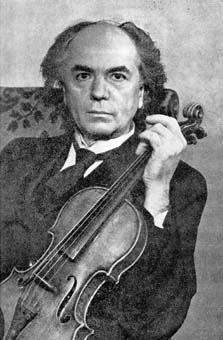
Jan Kubelík um 1930

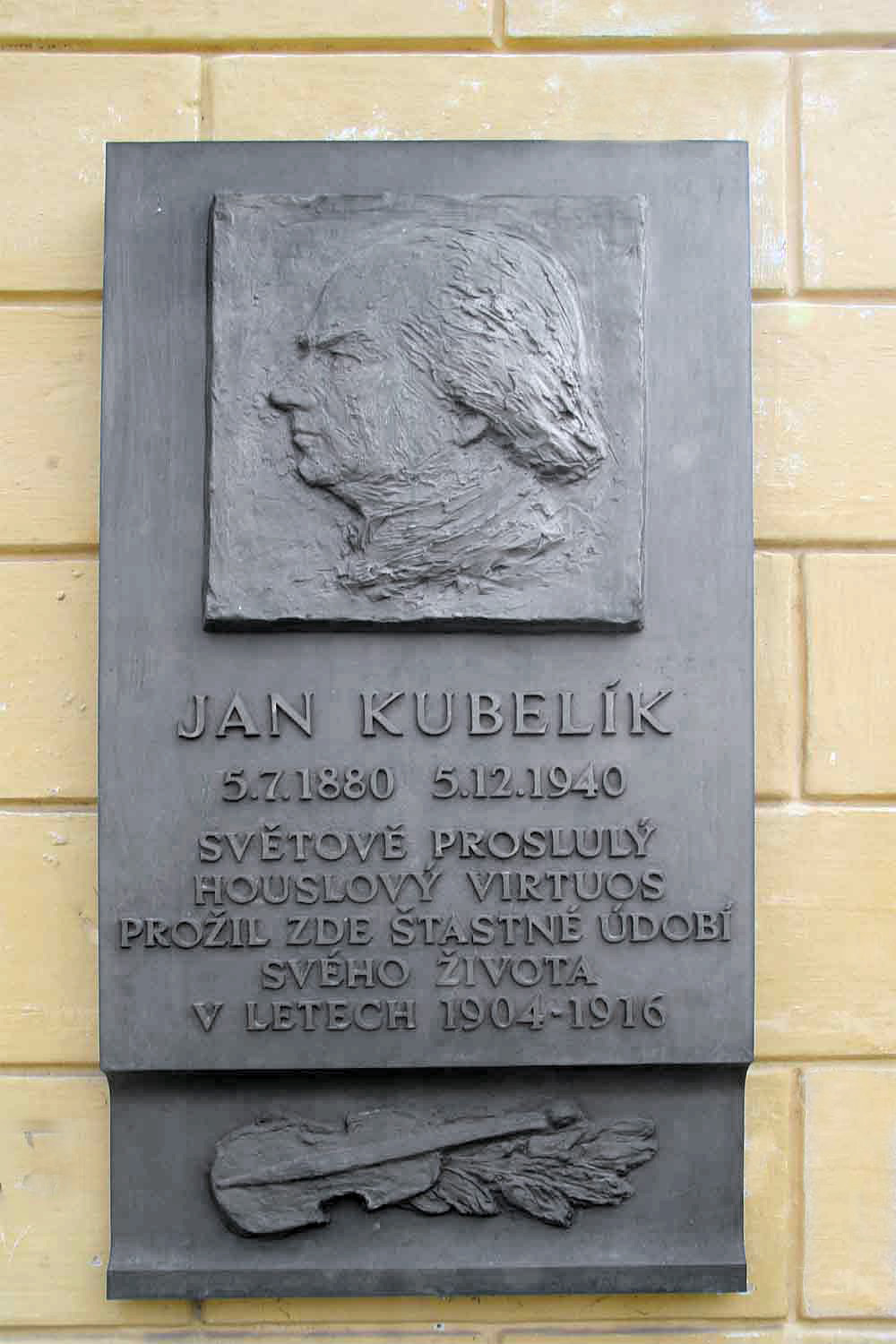
Gedenktafel in Býchory

Jan Kubelík (* 5. Juli 1880 in Prag; † 5. Dezember 1940, ebenda) war ein tschechischer Geiger und Komponist.

## Leben
Wie sein Bruder lernte Jan Kubelík zunächst bei seinem Vater, einem Amateurgeiger, das Spiel auf der Violine. Als er fünf Jahre alt war, wechselte er zu professionellen Lehrern. Mit acht Jahren wurde er Schüler von Otakar Ševčík am Prager Konservatorium. Als Kind übte er 10 bis 12 Stunden täglich.
Ab 1898 tourte Kubelík als Solist. Er begeisterte das Publikum mit Virtuosität und perfekter Intonation. 1902 führte er die Tschechische Philharmonie nach London und wurde mit einer Goldmedaille der Royal Philharmonic Society ausgezeichnet. Am 25. August 1903 heiratete Kubelík in Debrezin Marianne Csaky, eine Nichte des ungarischen Ministerpräsidenten Kálmán Széll.
Neben Auftritten und Aufnahmen als Violinist komponierte er auch, unter anderem sechs Violinkonzerte. Bei der Komposition des ersten Konzertes stand ihm der Komponist Josef Bohuslav Foerster zur Seite. 1904 erwarb Kubelík einen Teil der Grundherrschaft Kolín mit dem Schloss Býchory. Kubelík konzertierte unter anderem in den USA, Südamerika, Australien, Indien, China und der Sowjetunion. Er kaufte eine Villa im jugoslawischen Opatija. In den 1930er Jahren drohte Kubelík der finanzielle Ruin. Grund war der Kauf des Schlosses Rotenturm im Burgenland. Kubelík starb 1940 an einer Krebserkrankung. Er wurde auf dem Vyšehrader Friedhof beerdigt.
Kubelík besaß zu verschiedenen Zeiten Geigen von Antonio Stradivari sowie Guarneri del Gesù und Giovanni Battista Guadagnini. Seit 1910 spielte er auf einer Stradivari aus dem Jahr 1715. Nach seinem Tod erbte sein Sohn Rafael Kubelík das Instrument.
Kubelík hatte acht Kinder – fünf Töchter, die alle Geigerinnen wurden, gefolgt von drei Söhnen. Der Dirigent und Komponist Rafael Kubelík war der älteste seiner Söhne.
Carl Sandburg ehrte Jan Kubelík literarisch in seinen Chicago Poems (1916).